# Roche-d'Agoux
Roche-d'Agoux é uma comuna francesa na região administrativa de Auvérnia-Ródano-Alpes, no departamento Puy-de-Dôme. Estende-se por uma área de 5,4 km². Em 2010 a comuna tinha 108 habitantes (densidade: 20 hab./km²).